# Biopolymerní vlákna
Biopolymerní vlákna jsou výrobky z polymerů biologicky rozložitelných nebo syntetizovaných z biologických zdrojů.
Biologicky rozložitelné jsou jen látky, u kterých probíhá degradace působením mikroorganizmů. Tyto materiály mohou být vyrobeny i z neobnovitelných surovin. Biologické zdroje jsou organické suroviny nebo biomasa.
Úspěšná (komerční) výroba polymeru ve fromě textilního vlákna je možná jen po splnění následujících podmínek:
- levná surovina v dostatečném množství
- pevnost vlákna >20 cN/tex,
- tažnost >8%,
- modul pružnosti >250 cN/tex,
- teplota skelného přechodu >75 °C[2]

## Druhy biopolymerních vláken
K biopolymerním vláknům patří (podle odborné literatury v roce 2022):
- proteinová - kaseinová vlákna, sójová vlákna, kukuřičná vlákna, arašídová vlákna, catgut, chitin, chitosan, pavoučí hedvábí, sliznatky, peří
- polysacharidová - alginátová vlákna, škrob, bambusové textilní vlákno
- ostatní - pryžová vlákna, PLA, PVA, PHB, PGA[3], PCL, BioPET, BioPA[2]

## Historie
Za první biopolymer je pokládána umělá organická hmota odvozená z celulózy, vynález Angličana Parkese z roku 1862.
V roce 1926 vyvinul Fransouz Lemoigne PHB z bakterií Bacillus megaterium
V roce 1935 byl vynalezen biopolyamid PA11 (na bázi ricinového oleje). Od roku 1947 se vyrábí z tohoto materiálu ve Francii pod značkou Rilsan™ textilní vlákna (s použitím na kartáče apod.).
V roce 2021 byla celosvětová výroba biopolymerních vláken odhadována na 500 000 tun (13 % z celkového množství biologických polymerů, „plastů“), z toho vlákna PLA 300 000 tun.